# Thorsten Kohn
Thorsten Kohn (* 26. Juni 1966) ist ein deutscher Fußballspieler (Abwehr). 
Kohn absolvierte in der Saison 1989/1990 ein Bundesligaspiel für den Hamburger SV und in der Saison 1992/1993 23 Zweitligaspiele für den VfL Wolfsburg. Weitere Stationen waren unter anderem Eintracht Braunschweig und der 1. FC Magdeburg. Er spielt heute noch in der Traditionsmannschaft des VFL Wolfsburg. Seit einigen Jahren trainiert Thorsten Kohn Mannschaften im Nachwuchsbereich des VfL Wolfsburg, ab der Saison 2008/2009 ist er Co-Trainer der A-Junioren-Bundesligamannschaft des VfL.